# Charlie Tahan
Charles "Charlie" Tahan (Glen Rock, Nueva Jersey, 11 de junio de 1998) es un actor estadounidense.

## Biografía
Tahan nació y se crio en Glen Rock, Nueva Jersey. Su hermana es la también actriz Daisy Tahan y su hermano mayor es Willie Tahan. Tahan ha aparecido en películas como Soy leyenda, Burning Bright, Charlie St. Cloud y The Other Woman. También tuvo un papel recurrente como Calvin Arliss en Ley y orden: Unidad de víctimas especiales. También ha trabajado como actor de doblaje en la película de Tim Burton, Frankenweenie, dando voz a Victor, el protagonista de la película. Recientemente ha trabajado en la serie Wayward Pines, con un notorio protagonismo en la primera temporada de la misma. Últimamente ha encarnado a Jr Sparks en el nuevo álbum "III" de la banda de folk The Lumineers. Así mismo ha trabajado en la serie de Netflix Ozark. 

## Filmografía
| Año  | Título                                     | Rol                              | Notas                                                                                 |
| ---- | ------------------------------------------ | -------------------------------- | ------------------------------------------------------------------------------------- |
| 2007 | High Falls                                 | Desconocido                      |                                                                                       |
| 2007 | Soy leyenda                                | Ethan                            |                                                                                       |
| 2007 | Trainwreck: My Life as an Idiot            | Pequeño Jeff                     |                                                                                       |
| 2007 | Once Upon a Film                           | Hank                             |                                                                                       |
| 2008 | Quality Time                               | Niño                             |                                                                                       |
| 2008 | Noches de tormenta                         | Danny Willis                     |                                                                                       |
| 2008 | Fringe                                     | Ben Stockton                     | Serie de Televisión (Episodio "La ecuación")                                          |
| 2009 | The Other Woman                            | William                          |                                                                                       |
| 2010 | Burning Bright                             | Tom                              |                                                                                       |
| 2010 | Charlie St. Cloud                          | Samuel "Sam" St. Cloud           | Chris Massoglia actúa como un Sam más viejo en un final alternativo.                  |
| 2010 | Ley y orden: Unidad de víctimas especiales | Calvin Arliss                    | Serie de Televisión (Episodio "Trofeo", "Penetración", "Rescate" y "Piezas perdidas") |
| 2010 | Meskada                                    | Keith                            |                                                                                       |
| 2012 | Frankenweenie                              | Victor Frankenstein              | Voz                                                                                   |
| 2012 | Blue Bloods                                | Michael Keenan                   | Serie de Televisión (Episodio "Some kind of hero")                                    |
| 2013 | Blood Ties                                 |                                  |                                                                                       |
| 2013 | The Harvest                                | Jason/Andy                       |                                                                                       |
| 2013 | Life of Crime                              | Bo Dawson                        |                                                                                       |
| 2014 | Love Is Strange                            | Joey                             |                                                                                       |
| 2015 | Wayward Pines                              | Ben Burke                        | Serie de Televisión (Temporada 1 y 2)                                                 |
| 2015 | Gotham                                     | Jonathan Crane/El Espantapájaros | Serie de Televisión                                                                   |
| 2017 | Super Dark Times                           | Josh                             |                                                                                       |
| 2017 | Ozark                                      | Wyatt Langmore                   | Serie de Televisión                                                                   |
| 2018 | The Land of Steady Habits                  | Charlie                          |                                                                                       |
| 2018 | Castle Rock                                | Dean Merrill                     | Serie de Televisión (3 episodios)                                                     |
| 2019 | Poms                                       | Ben                              |                                                                                       |
| 2022 | Los crímenes de la academia                | Cadete Loughborough              |                                                                                       |
| 2024 | Witchboard                                 | TBA                              |                                                                                       |